# اژدرخوس
اژدرخوس، روستایی است از توابع بخش شنبه و طسوج شهرستان دشتی استان بوشهر ایران.

## جمعیت
این روستا در دهستان طسوج قرار دارد و بر اساس سرشماری رسمی ایران در سال ۱۳۹۵ آمار جمعیت آن ۵۹ نفر می‌باشد. بر همین اساس در سال ۱۳۸۵ آمار جمعیت آن (۱۳ خانوار) ۵۲ نفر بوده است.